# Kumliens meeuw
De Kumliens meeuw (Larus glaucoides kumlieni) is een vogel uit de familie Laridae. De taxonomische status van deze meeuw is onduidelijk, maar op de IOC World Bird List wordt deze als ondersoort van de kleine burgemeester opgevoerd. Deze vogel is genoemd naar de Amerikaanse ornitholoog Ludwig Kumlien.

## Verspreiding en leefgebied
Deze soort broedt in noordoostelijk Canada rondom Baffineiland en overwintert langs de oostkust van Noord-Amerika en bij de Grote Meren.

## Voorkomen in Nederland
De Kumliens meeuw is een dwaalgast in West-Europa en is tot 2022 in totaal vijf keer in Nederland waargenomen.